# Falsapolia apicalis
Falsapolia apicalis là một loài bọ cánh cứng trong họ Cerambycidae.